# لوشیچی
لوشیچی (به صربی: Leušići) یک منطقهٔ مسکونی در صربستان است که در ناحیه موراویتسا واقع شده‌است. لوشیچی ۱۶۲ نفر جمعیت دارد.